# I Moromete (film)
I Moromete è un film del 1987 diretto da Stere Gulea.
Tratto dall'omonimo romanzo di Marin Preda, il film narra la storia di una povera famiglia contadina. 

## Trama
Ilie Moromete è un uomo molto anziano che non accetta il fatto che con il passare degli anni gli usi e i costumi cambiano.